# Ingrid Pieper-von Heiden
Ingrid Pieper-von Heiden (* 7. Mai 1948 in Brüntorf, heute Stadtteil von Lemgo) ist eine deutsche Politikerin (FDP). Sie gehörte dem Landtag von Nordrhein-Westfalen von 2000 bis 2012 an.

## Ausbildung und Beruf
Nach Erlangung der Fachhochschulreife absolvierte Ingrid Pieper-von Heiden eine Ausbildung zur Fremdsprachenkorrespondentin und Wirtschaftsdolmetscherin, die sie 1965 erfolgreich beendete. Von 1965 bis 1969 war sie Fremdsprachenkorrespondentin und Simultandolmetscherin, im weiteren Verlauf Chefsekretärin. Von 1969 bis 1975 arbeitete Pieper-von Heiden als Direktions-Assistentin. Von 1975 bis 1977 studierte sie Betriebswirtschaft und erlangte den Abschluss als staatlich geprüfte Betriebswirtin. Von 1977 bis 1988 legte sie eine Familienpause ein. Danach war Pieper-von Heiden bis 1999 Exportleiterin einer internationalen Vertriebsagentur.

## Familie
Ingrid Pieper-von Heiden ist getrennt lebend und hat einen Sohn.

## Partei
Pieper-von Heiden ist Mitglied der FDP seit 1996. Von 1998 an war sie stellvertretende Vorsitzende des FDP-Kreisverbandes Lippe. Von 2000 an war sie Mitglied im Vorstand des FDP-Bezirksverbandes Ostwestfalen-Lippe. Pieper-von Heiden war Mitglied des Landesvorstandes der FDP Nordrhein-Westfalen von 2002 bis 2006.

## Abgeordnete
Ingrid Pieper-von Heiden war von 2000 bis 2012 Abgeordnete des nordrhein-westfälischen Landtags. Da sie im Landtagswahlkreis Lippe I kein Direktmandat erringen konnte, zog sie bei den Wahlen 2000, 2005 und 2010 über die Liste in den Landtag ein. Sie war bildungs- und frauenpolitische Sprecherin der FDP-Fraktion.